# Onthophagus pictipennis
Onthophagus pictipennis là một loài bọ cánh cứng trong họ Bọ hung (Scarabaeidae).